# هندورف ام والرزی
هندورف ام والرزی (به آلمانی: Henndorf am Wallersee) یک منطقهٔ مسکونی در اتریش است که در ناحیه زالتسبورگ-اومگه‌بونگ واقع شده‌است. هندورف ام والرزی ۲۳٫۴۷ کیلومتر مربع مساحت دارد ۵۵۱ متر بالاتر از سطح دریا واقع شده‌است.